# Folkets hus, Skansen

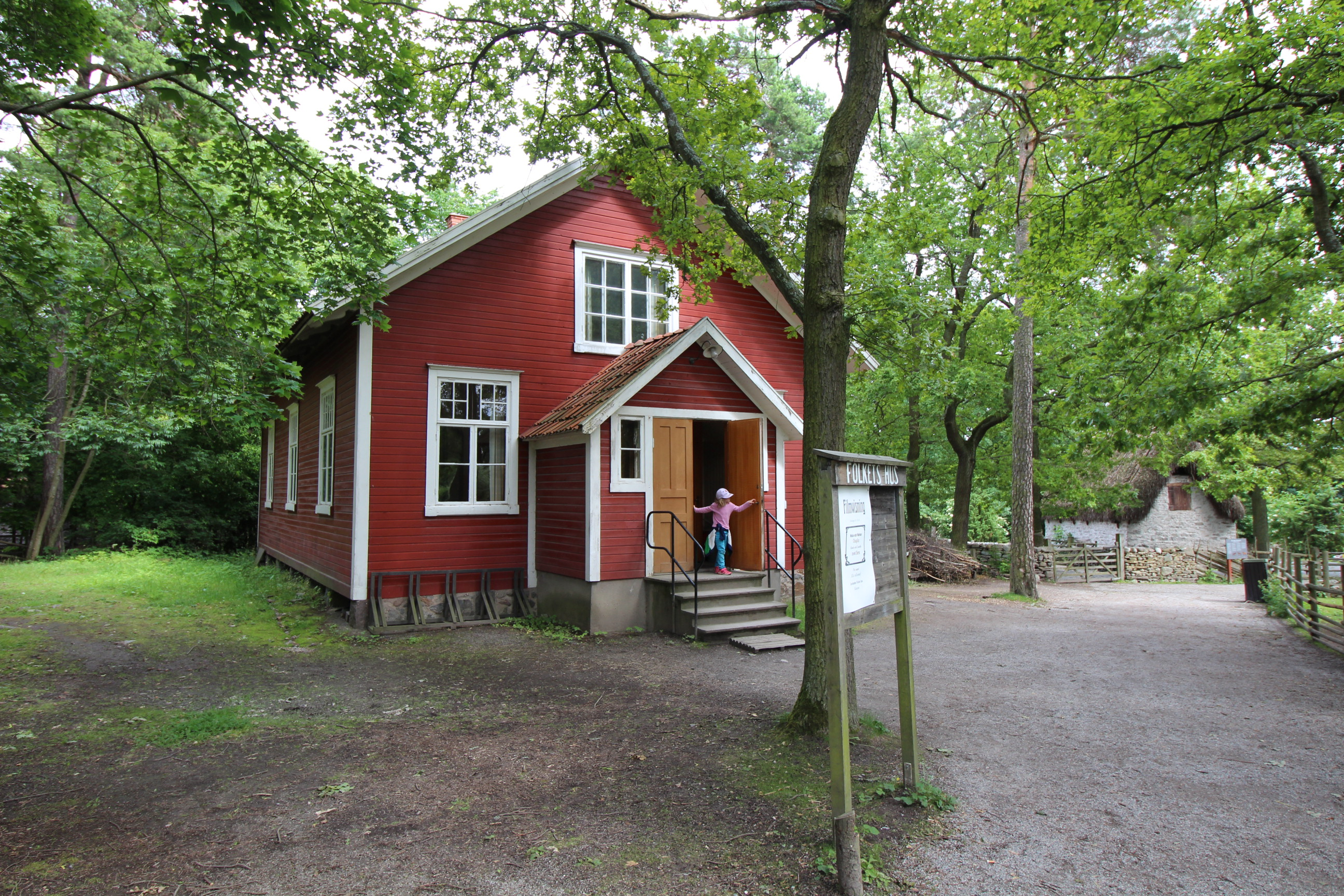
Folkets hus på Skansen, ursprungligen från Gersheden, Ransäter.

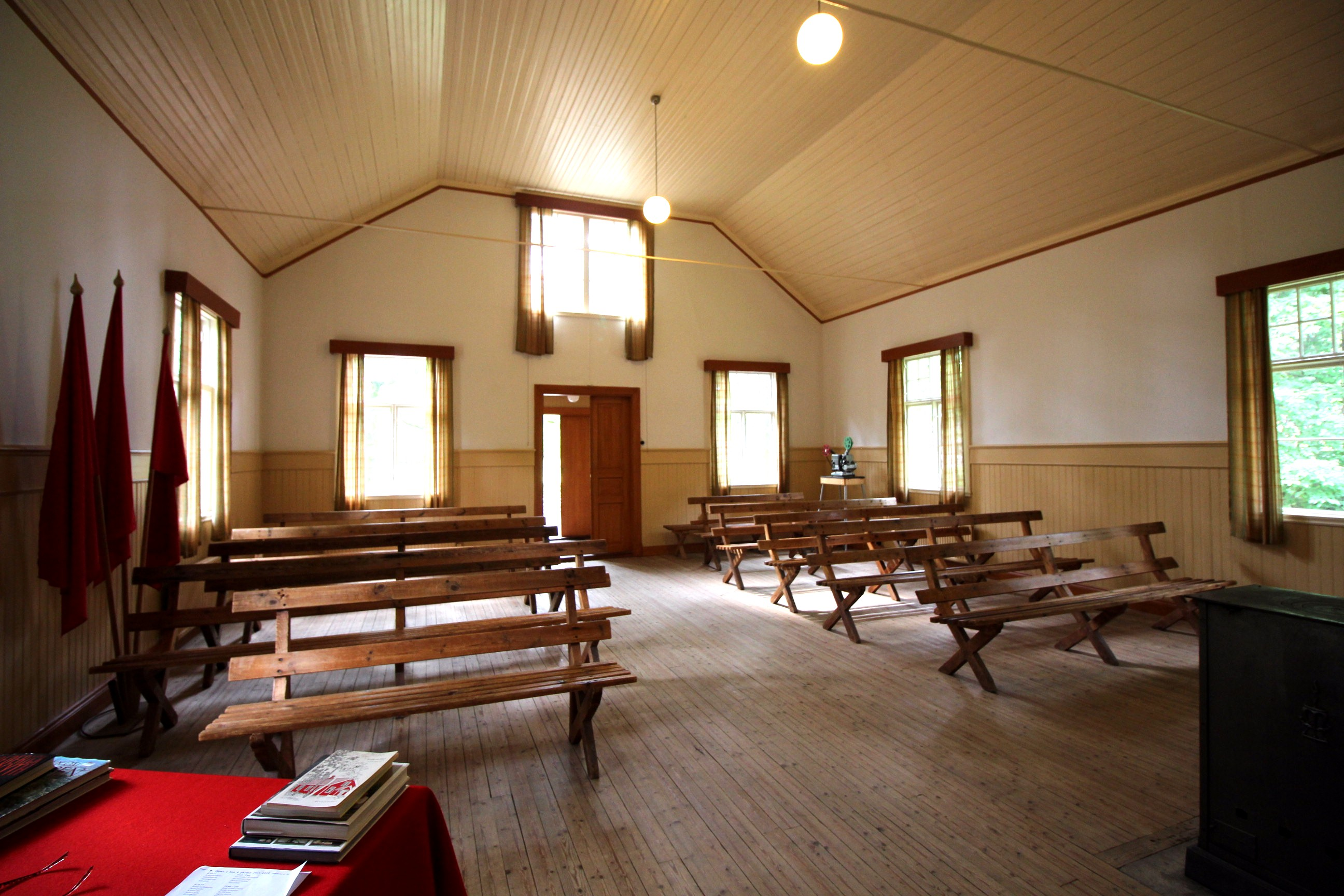
Storsalen i Folkets hus.

Folkets hus på Skansen är en kulturhistorisk byggnad. Skansens Folkets hus uppfördes ursprungligen 1908 i Gersheden, Ransäters socken i Värmland. Sedan en folkets husförening bildats kunde bygget finansieras genom insamlingar samt ett mindre banklån. Huset flyttades 1964 till Skansen där det återuppbyggdes. Skansens Folkets hus visar en miljö från 1950-talet, då lokalen användes för sammankomster och aktiviteter, främst de som arbetarrörelsens organisationer initierade, exempelvis ABF och Verdandi. Även uthyrning förekom till frireligiösa samfund och föreningar. Till större delen består huset av stora salen, ett öppet rum med takhöjd upp till nocken. Innanför stora salen ryms ett mindre rum med sammanträdesbord och, längs väggarna, bokskåp med plats för ett biblioteksböcker. Inför flytten till Skansen överläts en stor del av boksamlingen till Ransäter-Munkfors folkbibliotek. I lokalen finns även ett mindre kök med vedspis för kaffekokning. Gershedens folkets husförening beslutade 1959 att skänka huset till Skansen. I september 1964 hade huset flyttats och återuppbyggts och invigdes av dåvarande statsministern Tage Erlander, själv från Ransäter.